# Trichocline aurea
Trichocline aurea là một loài thực vật có hoa trong họ Cúc. Loài này được (D.Don) Reiche miêu tả khoa học đầu tiên năm 1904.